# EC 1.15.1
La EC 1.15.1 è una sotto-sottoclasse della classificazione EC relativa agli enzimi. Si tratta di una sottoclasse delle ossidoreduttasi che include enzimi che utilizzano superossido come accettore di elettroni.

## Enzimi appartenenti alla sotto-sottoclasse
| numero EC   | nome accettato        |
| ----------- | --------------------- |
| EC 1.15.1.1 | superossido dismutasi |
| EC 1.15.1.2 | superossido reduttasi |